# Dissidia: Final Fantasy
Dissidia: Final Fantasy (ディシディア ファイナルファンタジー Dishidia Fainaru Fantajī?) es un videojuego de acción desarrollado por Square Enix para la consola PlayStation Portable como parte de la campaña del 20.º aniversario de la serie de videojuegos Final Fantasy. 
Los primeros datos del juego se dieron en la Square Enix Party 2007, realizada en mayo. 
El juego fue lanzado fuera de Japón, llegando a las PSP americanas en verano-otoño de 2009, y a Europa el 4 de septiembre de ese mismo año. Dissidia fue registrado por Square Enix en abril de 2007, pero, por otro lado, este registro no incluía el nombre Final Fantasy, lo cual generó la especulación por parte de los fanes del juego. 
Por momentos, se creyó que iba a ser parte de la serie Fabula Nova Crystallis. Sin embargo, este rumor fue desmentido al haber  introducido el logotipo oficial Dissidia: Final Fantasy en su sitio web oficial.

## Argumento
El argumento se basa en dos dioses, Cosmos la diosa de la armonía y Caos el dios de la discordia, ambos se encuentran en una guerra perpetua. A pesar de la edad y la gran cantidad de luchadores sacrificados, las dos fuerzas habían estado equilibradas. Después de una batalla entre guerreros, este equilibrio se rompe, inclinándose la balanza para el lado de Caos. Cosmos, derrotada por Caos, desaparecerá y dejará su poder esparcido en cristales, los cuales, deberán encontrar los guerreros y llevarlos para poder ganarle a la oscuridad y al caos y hacer que vuelva al mundo la luz y la esperanza.
Algunos fanes creen que se trata de una precuela al primer final fantasy, esto porque el final del juego es muy parecido al comienzo del remake "Final Fantasy Origins", además de la impactante relación que existe entre garland y chaos.
Cosmos elige a héroes del universo de Final Fantasy, siendo estos: el Guerrero de la Luz (Final Fantasy), Firión (Final Fantasy II), Caballero Cebolla (Final Fantasy III), Cecil (Final Fantasy IV), Bartz (Final Fantasy V), Terra (Final Fantasy VI), Cloud Strife (Final Fantasy VII), Squall Leonhart (Final Fantasy VIII), Yitán Tribal (Final Fantasy IX), Tidus (Final Fantasy X) y Shantotto (Final Fantasy XI); en cambio, Caos elige a los Villanos: Garland (Final Fantasy), El Emperador (Final Fantasy II), Nube de Oscuridad (Final Fantasy III), Golbez (Final Fantasy IV), Exdeath (Final Fantasy V), Kefka Palazzo (Final Fantasy VI), Sephiroth (Final Fantasy VII), Artemisa (Final Fantasy VIII), Kuja (Final Fantasy IX), Jetch (Final Fantasy X) y Gabranth (Final Fantasy XII).

## Jugabilidad
Descrito por sus creadores como acción dramática progresiva, dentro de un mundo en 3D, Dissidia presentará una jugabilidad basada en peleas entre los personajes, que usarán ataques y habilidades especiales para abatir a sus oponentes. Además, el equipamiento del personaje, podrá ser personalizado por el jugador.
Hay varios tipos de juego: uno modo historia con una pequeña campaña individual para cada personaje, un modo arcade donde podemos hacer batallas a nuestra medida, el modo en línea, y un modo desbloqueable con un minijuego basado en cartas, en el que ganaremos o perderemos monedas luchando contra enemigos. Con las monedas podremos comprar distintos objetos dentro del mismo minijuego, o cambiarlas por puntos PP (3 puntos por moneda).
El sistema de lucha está basado al visto en Kingdom Hearts II. El personaje se mueve con el stick, atacaremos con combos y ataques mágicos, podremos saltar e interactuar con el escenario. Hay dos tipos de golpes: HP Hits y Brave Hits. El jugador tiene un indicador de los "Brave points" (puntos de valentía), los cuales a ser un valor más alto, el personaje hará más daño con "HP hits", que se realiza con el botón cuadrado. Este ataque sirve para disminuir la barra de vida o HP. Para aumentar el valor de valentía, se realizan los "Brave Hits" con el botón círculo. Si logras arrebatarles todos los "Brave points" al rival, el personaje entra en el modo "Brave break", donde los ataques del rival no reducirán tus HP y el personaje ganará una gran cantidad de puntos de bravura. El estado de break se disipa con el tiempo o al realizar un ataque que normalmente restaría puntos de vida.
Además, cada personaje posee una barra adicional para activar el Ex Mode. Esta se llena al realizar combos con acierto o recolectando "objetos EX" del escenario. Al tenerla llena, se aprieta cuadrado + R y se activa el "Ex Mode". El personaje se transforma, aumentando su fuerza y defensa durante un corto periodo de tiempo. Durante este modo, si al restar puntos de vida al rival se aprieta nuevamente cuadrado, se realiza el "Ex Burst", un ataque especial cinematográfico de ataques límites de los personajes. Cada "Ex Mode" es único para cada personaje.
Como otro juego de Final Fantasy, se puede realizar invocaciones. Se ha confirmado 50 invocaciones de todo el universo Final Fantasy. Para invocarla es necesario que el personaje se equipe con una "Piedra de invocación" y en el combate salga la piedra roja como indicador de poderla realizar. Se realiza apretando R + círculo o automáticamente en ciertas situaciones dependiendo de la invocación. Estas aparecerán como ilustraciones de Yoshitaka Amano y solo hacen funciones de apoyo al personaje.
Tras cada combate, el personaje ganará experiencia, objetos para equiparse (arma, casco, armadura, guantes y 3+ huecos para accesorios), guiles para comprar objetos en la tienda, puntos de AP para equipar habilidades al personaje y puntos PP para la tienda especial.
También existe un pequeño minijuego de chocobo, con el cual según vayamos peleando, nuestro chocobo nos dará bonus como objetos o multiplicador de experiencia, aunque no mejorará nuestras habilidades en combate.

## Personajes
Como motivo del 20.º Aniversario, Dissidia reunió a varios personajes del universo Final Fantasy. Cada entrega numérica, estará representada por un Héroe y un Villano. Se ha confirmado la presencia de 20 personajes, los cuales pertenecen a las 10 primeras entregas de Final Fantasy, además de dos personajes extras: Shantotto (Final Fantasy XI) por parte de Cosmos y Gabranth (Final Fantasy XII) por parte de Caos.
A esto hay que unir a Caos y Cosmos, que no serán controlables, aunque Caos podrá elegirse como contrincante, una vez lo venzas por primera vez en la historia y tengas a un personaje al nivel 100.

## Dissidia 012:Final Fantasy
Dissidia 012: Final Fantasy sirve de precuela y remake a la vez,narrando los sucesos previos a Dissidia:Final Fantasy,tiene como protagonistas a Lightning,Vaan,Yuna,Laguna,Tifa y Kain.
Nuevos personajes: Lightning (Final Fantasy XIII), Kain (Final Fantasy IV), Tifa (Final Fantasy VII), Vaan (Final Fantasy XII), Laguna (Final Fantasy VIII), Yuna (Final Fantasy X),  Prishe (Final Fantasy XI) y Gilgamesh (Final Fantasy V).
Jecht (Final Fantasy X) esta en el bando de Cosmos y Tidus (Final Fantasy X), Cloud(Final Fantasy VII), y Terra (Final Fantasy VI) en el de Chaos.